# Psicoanalista

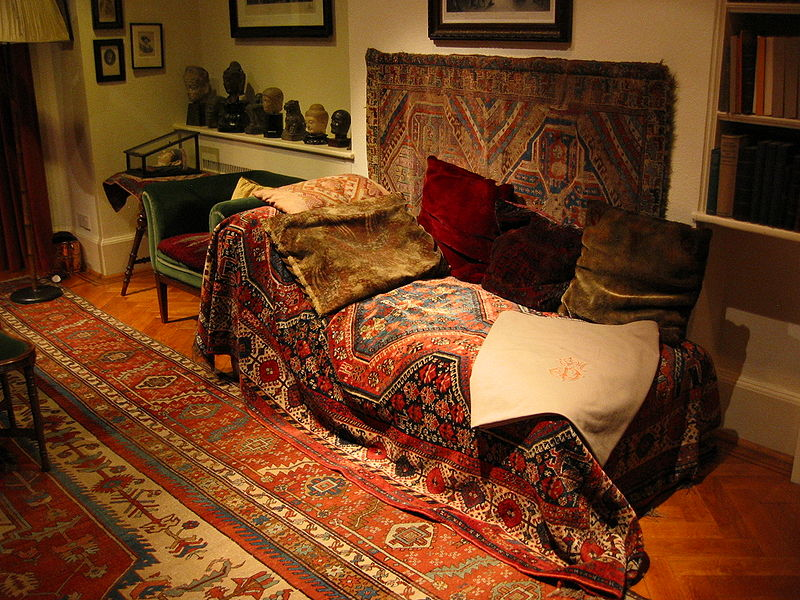
Il divano utilizzato da Sigmund Freud per le sue sedute di psicoanalisi

Lo psicoanalista è colui che esercita la psicoanalisi di orientamento freudiano o postfreudiano.
Nell'uso comune il termine "psicanalista" (senza la "o") fa riferimento, invece, al professionista di orientamento lacaniano. Tale paragrafia fonemica è andata consolidandosi nel corso del tempo così come l'uso di "psicologo analista" per lo psicoanalista che si rifà alle teorie junghiane.
Nel linguaggio non specialistico il termine "psicoanalista" viene spesso usato, in maniera impropria, per indicare chiunque pratichi un'attività psicoterapeutica. Sempre  nel linguaggio comune, quando sia chiaro il contesto della frase, il termine viene abbreviato in "analista".

## Professione
Lo psicoanalista è un professionista  che opera attraverso precise opzioni di setting, e con finalità tanto terapeutiche quanto conoscitive. Storicamente, dal punto di vista terapeutico, la psicoanalisi si costituisce come trattamento elettivo per disordini di tipo nevrotico (disturbi d'ansia, isteria, nevrosi ossessive, fobie, distorsioni del carattere, inibizioni e anomalie sessuali) tramite l'analisi sistematica delle difese e del transfert all'interno della cornice relazionale che si viene a costituire tra paziente e analista. L'analisi delle difese e del transfert permetterebbe al paziente di comprendere meglio la natura della propria esperienza psichica (e psicopatologica), consentendo al soggetto la "sostituzione di atti psichici inconsci con atti psichici coscienti" (Freud, 1925, p. 225). Una migliore padronanza degli aspetti della vita psichica inconscia costituirebbe di per sé il fattore terapeutico principale, promuovendo una migliore conoscenza della propria vita psichica.
Solitamente, lo psicoanalista pratica la propria professione di analista nel proprio studio privato, ed al paziente viene chiesto di rispettare alcune norme precise (setting) senza le quali non si potrebbe avviare un lavoro psicoanalitico: nell'ambito della psicoanalisi classica, la disponibilità ad un'alta frequenza di sedute settimanali (da due a quattro) e la loro durata (45-50 minuti), l'uso del lettino, o chaise-longue, su cui il paziente si sdraia mentre l'analista siede alle sue spalle, le modalità di pagamento, sono alcuni criteri funzionali tramite i quali si costruisce la cornice relazionale entro cui si dipanerà il rapporto analista-paziente.
Le regole del setting psicoanalitico classico (ad esempio, per quanto concerne il numero di 2-4 sedute settimanali) sono leggermente diverse da quelle della più diffusa psicoterapia psicoanalitica (che prevede solitamente due sedute settimanali).
Il training per divenire psicoanalisti è molto lungo, selettivo e complesso, ed è parallelo o successivo a quello, comunque necessario, per l'ottenimento dell'abilitazione all'esercizio della psicoterapia; segue solitamente procedure di selezione e linee guida di formazione rigorosamente stabilite dalle diverse società psicoanalitiche nazionali ed internazionali, e prevede sempre per il candidato molti anni di "analisi personale", "analisi didattica" e supervisione clinica (oltre a tirocini, corsi e seminari teorico-clinici).

## Legislazione
L'attività della psicoanalisi è regolata in alcuni Paesi e libera in altri.

### Italia
La legge 18 febbraio 1989 n. 56 ha disciplinato l'esercizio delle professioni di psicologo e psicoterapeuta in senso lato. In particolare, ha istituito l'Ordine degli psicologi e ha subordinato l'esercizio dell'attività psicoterapeutica «ad una specifica formazione professionale, da acquisirsi dopo il conseguimento della laurea in psicologia o in medicina e chirurgia, mediante corsi di specializzazione almeno quadriennali che prevedano adeguata formazione e addestramento in psicoterapia [...]  presso scuole di specializzazione universitaria o presso istituti a tal fine riconosciuti» (art. 3). Il riconoscimento di tali istituti era demandato a un decreto del Presidente della Repubblica, ma la successiva legge 15 maggio 1997 n. 127 (art. 17, comma 96 b) ha assegnato tale compito al Ministero dell'università e della ricerca.
L'esercizio della psicoanalisi richiede dunque sia l'inserimento negli albi degli psicologi o dei medici (all'interno dei quali è previsto un elenco speciale per gli psicoterapeuti),[5] sia l'acquisizione di una specifica formazione acquisita presso istituti che, come risulta sia dagli atti parlamentari che dalla successiva evoluzione della materia, vanno intesi come società o associazioni private. In ambito freudiano, si possono distinguere la Società Psicoanalitica Italiana (SPI) e l’Associazione Italiana di Psicoanalisi (AIPsi), facenti parte dell’International Psychoanalytical Association (IPA), insieme all’Associazione Studi Psicoanalitici (ASP), alla Società Italiana di Psicoanalisi della Relazione (SIPRe), all’Istituto di Psicoanalisi Esistenziale e all’Istituto Erich Fromm di Psicoanalisi Neofreudiana facenti parti dell’International Federation of Psychoanalytic Societies (IFPS). In ambito junghiano, invece, si possono trovare l’Associazione Italiana di Psicologia Analitica (AIPA) e il Centro Italiano di Psicologia Analitica (CIPA) facenti parte dell’International Association for Analytical Psychology (IAAP).
L'iter della legge è stato lungo e travagliato. Iniziato presso il Senato nel corso della VI legislatura, non ebbe per lungo tempo il voto definitivo della Camera sia per le interruzioni delle legislature, sia per alcune perplessità circa l'opportunità di regolamentare l'attività psicoterapeutica. Venne infine raggiunta un'intesa distinguendo tra scuole di specializzazione universitaria e associazioni private, nel nome di «esigenze di realismo rispettoso della vasta gamma di modalità psicoterapeutiche, in cui si riscontrano metodiche acquisibili in appropriate sedi accademiche, opportunamente apprezzate, e metodiche ad orientamento psicodinamico (in particolare, la psicoterapia psicoanalitica), acquisibili solo mediante una particolare esperienza personale che non può essere offerta in sede scolastica».
In generale, infatti, l'esercizio di una professione non richiede di averne fatto diretta esperienza (non è necessario aver subito interventi chirurgici per esercitare la chirurgia), ma la formazione dello psicoanalista richiede in primo luogo il completamento di un'analisi personale. Questa non solo non può avere una durata predeterminata, ma difficilmente potrebbe essere certificata da un organismo pubblico, anche per la presenza di tradizioni consolidate ma diverse tra loro (ad esempio, l'AIPA e il CIPA sono di orientamento junghiano, la SPI è freudiana, l'IFPS è neofreudiana).
Data la specificità della formazione di uno psicoanalista, emersero anche orientamenti favorevoli a un riconoscimento "di fatto" delle associazioni di più consolidata tradizione. In particolare, si discusse un emendamento che avrebbe autorizzato l'esercizio della psicoterapia anche a chi, con laurea in discipline diverse dalla psicologia, avesse svolto «dopo la laurea almeno due anni di attività o di formazione psicoterapeutica in società di tradizione almeno decennale e di importanza nazionale riconosciute da omologhe associazioni professionali internazionali», ma venne respinto.
La legge 56/89 si propone infatti da un lato di riconoscere l'esistenza di una pratica psicoanalitica di consolidata tradizione ma basata su processi di formazione non disciplinabili per legge, dall'altro di tenere la collettività al riparo dai cosiddetti «selvaggi», cioè da sedicenti psicoanalisti di dubbio valore e serietà.
Permangono ancora perplessità e resistenze da parte di alcuni psicoanalisti di orientamento lacaniano, ma AIPA, CIPA e SPI - le tre associazioni citate nel dibattito parlamentare - hanno chiesto e ottenuto da tempo il riconoscimento delle loro scuole di formazione da parte del Ministero dell'università e della ricerca. Ad esse si sono aggiunte anche altre associazioni di diverso orientamento e/o costituite dopo l'approvazione della legge 56/89. L'elenco completo degli istituti di specializzazione in psicoterapia, psicoanalitici e non, è consultabile sul sito del Ministero.
Sono tuttavia dirimenti in Italia alcune sentenze, le quali ormai univocamente concludono che «la psicoanalisi è pur sempre una psicoterapia che si distingue dalle altre per i metodi usati per rimuovere i disturbi mentali, affettivi (emotivi) e comportamentali».

## Psicoanalisti celebri
Austria
- Sigmund Freud
- Anna Freud
- Otto Kernberg
- Melanie Klein
- Wilhelm Reich

Francia
- Félix Guattari
- Jacques Lacan

Germania
- Erich Fromm

Italia
- Massimo Recalcati
- Stefano Bolognini
- Vittorio Lingiardi

Regno Unito
- Wilfred Bion
- Donald Winnicott

Svizzera
- François Ansermet
- Carl Gustav Jung

USA
- Alexander Lowen
- Elsa Ronningstam